# Болдырев, Иван (1949)
Ива́н Бо́лдырев (англ. Ivan Boldirev; род. 15 августа 1949, Зренянин, Воеводина, ФНРЮ) — канадский хоккеист русско-сербского происхождения, нападающий, проведший в Национальной хоккейной лиге 15 сезонов с 1970 по 1985 год. Болдырев был известен как один из лучших в обращении с клюшкой и работе с шайбой.

## Биография

### Детство, детский и юношеский хоккей
Болдырев родился в Югославии, откуда его семья эмигрировала в Канаду, когда Ивану было два года. Выросший в Су-Сент-Мари, Онтарио, Болдырев был очень застенчивым ребёнком. Позже он вспоминал:

Моя застенчивость, возможно, зародилась ещё тогда, когда мы только переехали в Канаду, и я не знал ни слова по-английски. Мой учитель первого класса передал через меня родителям записку с просьбой почаще разговаривать по-английски дома. Но родители тоже не говорили по-английски, и даже не смогли прочитать записку!
Оригинальный текст (англ.)his shyness "probably goes back to when I first came over to Canada and didn't speak any English. My-first grade teacher sent a note home telling my parents that we should speak English at home, but they didn't speak it so they couldn't even read the note!"

Болдырев начал играть в юношеский хоккей, оказавшись в «домашней» команде — «Су-Сент-Мари Грейхаундз» из Юношеской хоккейной лиги Северного Онтарио. После этого он провёл два сезона в клубе Хоккейной ассоциации Онтарио «Ошава Дженералз», с 1967 по 1969 год.
На драфте НХЛ 1969 года Болдырев был выбран клубом «Бостон Брюинз» под общим 11-м номером.

### Профессиональная карьера
Болдырев стал профессионалом в 1969 году и целиком провёл свой первый сезон в фарм-клубе «Бостона» «Оклахома Сити Блэйзерз» (Центральная хоккейная лига). Он был вызван в «Бостон» в качестве запасного перед началом плей-офф 1970 года, но на лёд не выходил. Обошедшийся без услуг Болдырева «Бостон» с легкостью выиграл свой первый с 1941 года Кубок Стэнли. Однако его имя в итоге попало на Кубок Стэнли. Болдырев является единственным полевым игроком, чьё имя выгравировано на Кубке Стэнли, до этого не сыгравшим ни одного матча в НХЛ.
В сезоне 1970—1971 Болдырев провёл свои первые два матча в составе «Брюинз», после чего снова был отправлен в «Оклахома Сити». В то время «Бостон» имел сильнейший в НХЛ состав, и для молодого игрока пробиться в него было непосильной задачей. Болдырев стал одним из трёх перспективных молодых игроков (двумя другими были Реджи Лич и Рик Маклиш, впоследствии ставшие звёздами в клубе «Филадельфия Флайерз»), которые были достаточно хороши, чтобы усилить состав любого клуба НХЛ. Однако, они «застряли» в системе «Бостона» и определённо нуждались в обмене, чтобы иметь шанс раскрыться как игроки.
Сезон 1971—1972 Болдырев начал в глухом запасе «Бостона», однако в середине сезона случился прорыв: его обменяли в один из слабейших клубов НХЛ «Калифорния Голден Силз». В скудном на таланты составе «Калифорнии» Болдырев получил свой шанс раскрыться и расцвёл в отличного игрока, закончив сезон с 16 голами и 41 очком на счету (4-й показатель в команде). Сезон 1973—1974 он закончил 2-м бомбардиром команды, забросив 25 шайб и набрав 56 очков.
В 1974 году Болдырев был обменян в «Чикаго Блэкхокс», в составе которого показал наиболее продуктивную за свою карьеру игру. Он немедленно зарекомендовал себя как один из лидеров команды, забросив 24 шайбы и набрав 67 очков в сезоне 1974—1975. В каждом из пяти своих сезонов в «Чикаго» Болдырев набирал больше 60 очков и к концу 1970-х годов сменил завершавшего карьеру Стэна Микиту в роли главного бомбардира «Чикаго». Болдырев был лучшим в «Чикаго» по голам, голевым передачам и очкам по итогам сезонов 1976—1977 и 1977—1978. В 1978 году он принял участие в Матче всех звёзд.
В сезоне 1978—1979 Болдырев снова лидировал по бомбардирским показателям в «Чикаго», а ближе к концу сезона был обменян в клуб «Атланта Флеймз» в результате большой сделки с участием девяти игроков. После перехода в «Атланту» Болдырев набрал 14 очков в 13 матчах, однако его пребывание в составе «Флеймз» было недолгим — меньше, чем через год, он был обменян в «Ванкувер Кэнакс». Интересный факт: вместе с Болдыревым в обеих сделках принимал участие и Дарси Рота; они были партнёрами по команде (а часто и по звену) в трёх разных командах в течение почти десяти лет.
После переезда в «Ванкувер» Болдырев закончил сезон 1979—1980 отлично, набрав 27 очков (16+11) в 27 матчах за «Ванкувер». В составе «Кэнакс» он по-прежнему оставался результативным бомбардиром и продолжал поражать болельщиков своей элегантной манерой работы с клюшкой и шайбой. Он был одним из лидеров команды в сезоне 1981—1982, когда «Ванкувер» добрался до финала Кубка Стэнли, забросив в плей-офф 8 голов в 17 матчах, а в регулярном сезоне набрав 73 очка.
Результативность Болдырева упала в сезоне 1982—1983, в котором он забросил всего 5 шайб и набрал 25 очков в первых 39 матчах. Полагая, что карьера Болдырева (которому было уже за 30) на излёте, руководство «Кэнакс» обменяло его в «Детройт Ред Уингз» на невыдающегося нападающего Марка Киртона. Однако, в составе «Детройта» Болдырев пережил вторую молодость, забросив 13 шайб и набрав 30 очков в 33 матчах до конца сезона. Сезон 1983—1984 вышел самым результативным в карьере: 35 голов (повторение лучшего результата в карьере), 48 голевых передач и 83 очка (оба показателя — лучшие в карьере). Болдырев на пару с новичком Стивом Айзерманом помогли «Детройту» выйти в плей-офф впервые с 1978 года.
В сезоне 1984—1985 Болдырев сыграл свою 1000-ю игру в НХЛ и отдал свою 500-ю голевую передачу, однако его результативность снизилась, и впервые с 1973 года Болдырев не смог достичь отметки в 50 очков за сезон. После окончания сезона он завершил карьеру, имея на счету 361 гол, 505 голевых передач и 866 очков в 1052 матчах. В настоящее время он периодически принимает участие в работе ассоциации ветеранов «Чикаго Блэкхокс».

### Достижения
- Участник Матча всех звезд НХЛ в 1978 году
- Обладатель Кубка Стэнли 1970 года в составе «Бостон Брюинз» (его имя выгравировано на Кубке, хотя в играх за «Бостон» к тому моменту он участия не принимал и не провёл ни одной игры в НХЛ)

### Статистика
| 1967-68     | Ошава Дженералз        | OHA         | 50   | 18  | 26  | 44  | 73  | —  | —  | —  | —  | —  |
| 1968-69     | Ошава Дженералз        | OHA         | 54   | 25  | 34  | 59  | 101 | —  | —  | —  | —  | —  |
| 1969-70     | Оклахома Сити Блэйзерз | CHL         | 65   | 18  | 49  | 67  | 114 | —  | —  | —  | —  | —  |
| 1970-71     | Бостон Брюинз          | НХЛ         | 2    | 0   | 0   | 0   | 0   | —  | —  | —  | —  | —  |
| 1970-71     | Оклахома Сити Блэйзерз | CHL         | 68   | 19  | 52  | 71  | 98  | 5  | 1  | 4  | 5  | 9  |
| 1971-72     | Бостон Брюинз          | НХЛ         | 11   | 0   | 2   | 2   | 6   | —  | —  | —  | —  | —  |
| 1971-72     | Калифорния Голден Силз | НХЛ         | 57   | 16  | 23  | 39  | 54  | —  | —  | —  | —  | —  |
| 1972-73     | Калифорния Голден Силз | НХЛ         | 56   | 11  | 23  | 34  | 58  | —  | —  | —  | —  | —  |
| 1973-74     | Калифорния Голден Силз | НХЛ         | 77   | 25  | 31  | 56  | 22  | —  | —  | —  | —  | —  |
| 1974-75     | Чикаго Блэкхокс        | НХЛ         | 80   | 24  | 43  | 67  | 54  | 8  | 4  | 2  | 6  | 2  |
| 1975-76     | Чикаго Блэкхокс        | НХЛ         | 78   | 28  | 34  | 62  | 33  | 4  | 0  | 1  | 1  | 0  |
| 1976-77     | Чикаго Блэкхокс        | НХЛ         | 80   | 24  | 38  | 62  | 40  | 2  | 0  | 1  | 1  | 0  |
| 1977-78     | Чикаго Блэкхокс        | НХЛ         | 80   | 35  | 45  | 80  | 34  | 4  | 0  | 2  | 2  | 2  |
| 1978-79     | Чикаго Блэкхокс        | НХЛ         | 66   | 29  | 35  | 64  | 25  | —  | —  | —  | —  | —  |
| 1978-79     | Атланта Флеймз         | НХЛ         | 13   | 6   | 8   | 14  | 6   | 2  | 0  | 2  | 2  | 2  |
| 1979-80     | Атланта Флеймз         | НХЛ         | 52   | 16  | 24  | 40  | 20  | —  | —  | —  | —  | —  |
| 1979-80     | Ванкувер Кэнакс        | НХЛ         | 27   | 16  | 11  | 27  | 14  | 4  | 0  | 2  | 2  | 0  |
| 1980-81     | Ванкувер Кэнакс        | НХЛ         | 72   | 26  | 33  | 59  | 34  | 1  | 1  | 1  | 2  | 0  |
| 1981-82     | Ванкувер Кэнакс        | НХЛ         | 78   | 33  | 40  | 73  | 45  | 17 | 8  | 3  | 11 | 4  |
| 1982-83     | Ванкувер Кэнакс        | НХЛ         | 39   | 5   | 20  | 25  | 12  | —  | —  | —  | —  | —  |
| 1982-83     | Детройт Ред Уингз      | НХЛ         | 33   | 13  | 17  | 30  | 14  | —  | —  | —  | —  | —  |
| 1983-84     | Детройт Ред Уингз      | НХЛ         | 75   | 35  | 48  | 83  | 20  | 4  | 0  | 5  | 5  | 4  |
| 1984-85     | Детройт Ред Уингз      | НХЛ         | 75   | 19  | 30  | 49  | 16  | 2  | 0  | 1  | 1  | 0  |
| Всего в НХЛ | Всего в НХЛ            | Всего в НХЛ | 1052 | 361 | 505 | 866 | 507 | 48 | 13 | 20 | 33 | 14 |